# نقاش مجتمعي
النقاش المجتمعي هو المشاركة في نقاش (حوار) يرمي إلى تعزيز التفاهم.
يصف كينيث جي جيرغن النقاش المجتمعي بأنه «عنوان الموضوعية النزيهة» ويرجح أنه يحتاج إلى احترام الأطراف الأخرى المشاركة ومن بينهم القارئ. وهذا النقاش لا يقلل من القيمة الأخلاقية للآخرين ولا يشكك في حكمهم السديد، ولكنه يتجنب العنف أو الخصومة اللدودة أو القناعات المتطرفة، ولتحقيق ذلك لا بد من التواضع وتقدير خبرات الآخرين.
في الكتاب الثالث من مقال حول التفاهم البشري (1690) يفرق جون لوك بين النقاش المجتمعي والنقاش الفلسفي (أو النقاش البلاغي) حيث إن أولاهما يصب في صالح القارئ والمصلحة العامة:
أعني بـ
| نقاش مجتمعي | First, By, their (بالساموية) (النقاش المجتمعي) التواصل في الرؤى والأفكار من خلال النقاش على النحو الذي يخدم الحوار العام القائم والتبادل الفكري بين المجتمعات البشرية بعضها وبعض حول الشأن العام وسبل توفير الراحة في الحياة بين الناس. ثم إنني أعني باستخدام (بالساموية) (النقاش الفلسفي) استخدام الكلمات على النحو الذي يخدم توصيل المفاهيم الدقيقة ويعبر عن الحقائق العامة المؤكدة التي لا جدال حولها بأفكار عامة تستند إلى دليل عقلي يصل للعقول التي تبحث عن المعرفة المجردة. وهذان الاستخدامان مختلفان غاية الاختلاف وعدم تحري الدقة يفيد استخدام مقارنة بالآخر كما سيأتي. | نقاش مجتمعي |

## كتابات أخرى
- Benjamin R. Barber (1999). "The discourse of civility". Citizen competence and democratic institutions. Penn State Press. ص. 40. ISBN:978-0-271-01816-4. {{استشهاد بكتاب}}: الوسيط غير المعروف |المحررين= تم تجاهله (مساعدة)

## وصلات خارجية
- Dogmatism Versus Civil Discourse (2005), The Open Mind talk show with John Sexton (video)